# John Randolph
John Randolph (New York, 1 juni 1915 – Hollywood, 24 februari 2004), geboren als Emanuel Hirsch Cohen, was een Amerikaans acteur.

## Biografie
Randolph werd geboren in New York als zoon van Joodse immigranten. In de Tweede Wereldoorlog diende hij in de United States Army Air Forces. 
Randolph trouwde in 1942 en kreeg hieruit twee kinderen. Op 24 maart 1986 stierf zijn vrouw aan een astmaaanval, op 24 februari 2004 stierf hij zelf een natuurlijke dood in zijn woonplaats Hollywood.  

## Filmografie

### Films
Selectie:
- 1998 You've Got Mail – als Schuyler Fox
- 1986 As Summers Die – als Augustus Tompkins
- 1985 Prizzi's Honor – als Angelo Partanna
- 1982 Frances – als vriendelijke rechter
- 1976 King Kong – als kapitein Ross
- 1976 All the President's Men – als John Mitchell
- 1974 Earthquake – als burgemeester
- 1973 Serpico – als chief Sidney Green
- 1972 Conquest of the Planet of the Apes – als commissie voorzitter
- 1971 Escape from the Planet of the Apes – als commissie voorzitter
- 1970 There Was a Crooked Man... – als Cyrus McNutt
- 1968 Pretty Poison – als Morton Azenauer
- 1966 Seconds – als Arthur Hamilton
- 1948 The Naked City – als politiecentralist

### Televisieseries
Selectie:
- 1990 Grand – als Harris Weldon – 26 afl.
- 1989 Roseanne – als Al Harris – 2 afl.
- 1988-1989 Annie McGuire – als Red McGuire – 10 afl.
- 1983 Dynasty – als rechter Henry Kendall – 3 afl.
- 1981 Dallas – als lincoln Hargrove – 2 afl.
- 1979-1980 Angie – als Randall Benson – 5 afl.
- 1977-1978 Lucan – als dr. Don Hoagland – 5 afl.
- 1978 Richie Brockelman, Private Eye – als Mr. Brockelman – 6 afl.
- 1976 Executive Suite – als Sy Bookerman – 4 afl.
- 1973-1976 The Bob Newhart Show – als Junior Harrison – 3 afl.
- 1970-1971 The Bold Ones: The Senator – als gouverneur George Keller – 3 afl.

## Theaterwerk opBroadway
- 1990-1991 Prelude to a Kiss – als oude man (understudy) – toneelstuk
- 1986-1988 Broadway Bound – als Ben - toneelstuk
- 1980 The American Clock – als Moe Baum – toneelstuk
- 1969 Our Town – als Mr. Webb – toneelstuk
- 1966 My Sweet Charlie – als Mr. Treadwell – toneelstuk
- 1964 Conversation at Midnight – als Anselmo – toneelstuk
- 1963-1964 A Case of Libel – als Dennis Corcoran – toneelstuk
- 1963 Mother and Her Children – als soldaat – toneelstuk
- 1959-1963 The Sound of Music – als Franz – musical
- 1959 Triple Play – als Mr. Abrams – toneelstuk
- 1958 The Visit – als politiechef Schultz – toneelstuk
- 1957-1958 Miss Isobel – Howard – toneelstuk
- 1955 The Wooden Dish – als Ed Mason – toneelstuk
- 1955 The Time of Your Life – als McCarthy – toneelstuk
- 1954-1955 House of Flowers – als kapitein Jonas (understudy) – musical
- 1954 All Summer Long – als Harry – toneelstuk
- 1953-1954 Madam, Will You Walk – als Mallon – toneelstuk
- 1953 Rooms Service – als Gordon Miller – toneelstuk
- 1952 The Grey-Eyed People – als bezorger – toneelstuk
- 1952 Seagulls Over Sorrento – als Able Seaman Turner – toneelstuk
- 1951-1952 Paint Your Wagon – als Mike Mooney – musical
- 1951 Peer Gynt – als Aslak / The Voice / Herr Trompetstraale – toneelstuk
- 1950 The Golden State – als Joe Williamson – toneelstuk
- 1950 Come Back, Little Sheba – als melkman – toneelstuk
- 1947-1948 Command Decision – as Jake Goldberg – toneelstuk
- 1940-1941 Hold On to Your Hats – als radioomroeper – toneelstuk
- 1940 Medicine Show – als Mac – toneelstuk
- 1938 Captain Jinks of the Horse Marines – als verslaggever van The Times – toneelstuk
- 1938 No More Peace – als Jacob – toneelstuk
- 1938 Coriolanus – als Roman Herald – toneelstuk

- Biblioteca Nacional de España: XX1306509
- Bibliothèque nationale de France: cb139378072 (data)
- Gemeinsame Normdatei: 1096211467
- International Standard Name Identifier: 0000 0001 1029 2367
- Library of Congress Control Number: n95002307
- Nationale Bibliotheek van Tsjechië: xx0181801
- Nationale Bibliotheek van Israël: 987007457098105171
- Nederlandse Thesaurus van Auteursnamen: 420691863
- SNAC: w67t0bxh
- Système universitaire de documentation: 078901308
- Virtual International Authority File: 71581855
- WorldCat: E39PBJt3V4dT74FTqRmmDGKfMP